# Anapis naranja
Espèce
Anapis naranja est une espèce d'araignées aranéomorphes de la famille des Anapidae.

## Distribution
Cette espèce est endémique de la province de Cotopaxi en Équateur,. Elle se rencontre dans la réserve biologique d'Otonga entre 1 888 et 1 997 m.

## Description
Le mâle holotype mesure 1,35 mm.

## Publication originale
- Dupérré & Tapia 2018 : Further discoveries on the minuscule spiders from the Chocó region of Ecuador with the description of seven new species of Anapis (Araneae: Anapidae). Zootaxa, no 4459(3), p. 482-506.